# Matanao
Matanao est une municipalité des Philippines située au sud-ouest de la province de Davao du Sud, sur l'île de Mindanao. Elle est limitrophe de la municipalité de Columbio (province de Sultan Kudarat).

## Historique
La municipalité a été créée en 1957 par séparation de celle de Bansalan.

## Subdivisions
Matanao est divisée en 33 barangays :
- Asbang
- Asinan
- Bagumbayan
- Bangkal
- Buas
- Buri
- Camanchiles
- Ceboza
- Colonsabak
- Dongan-Pekong
- Kabasagan
- Kapok
- Kauswagan
- Kibao
- La Suerte
- Langa-an
- Lower Marber
- Cabligan (Managa)
- Manga
- New Katipunan
- New Murcia
- New Visayas
- Poblacion
- Savoy
- San Jose
- San Miguel
- San Vicente
- Saub
- Sinaragan
- Sinawilan
- Tamlangon
- Towak
- Tibongbong

## Économie
Matanao est surtout une municipalité rizicole. On y cultive aussi des bananes (variétés Cavendish et Lakatan) dans les barangays de Manga, Dongan-Pekong et Saboy. 